# Марченко, Нина Алексеевна
Нина Алексеевна Марченко — доярка Шубинской фермы совхоза «Красный Забойщик» Черемховского района Иркутской области, Герой Социалистического Труда (1973).

## Биография
Родилась в деревне Шубино, Черемховский район, Иркутская область, в многодетной крестьянской семье Марченко Алексея Романовича и Марченко Василисы Ивановны, Матери-героини. После окончания средней школы в деревне Балухарь в 1961 г. она начала работать в совхозе «Красный Забойщик», где проработала до ухода на пенсию в 1999 году. Ей было присвоено звание «Мастер животноводства 1 класса». В 1970 году она впервые получила надои 3 тонны с 1 коровы, и в этом же году её наградили орденом Трудового Красного знамени. В 1973 году за рекордные показатели по надою молока ей Указом Президиума Верховного Совета СССР присвоено звание Героя Социалистического Труда с вручением ордена Ленина и медали «Серп и Молот». Она была делегатом XVII съезда комсомола и делегатом XXV съезда КПСС от Иркутской области.
Решением Думы Черемховского муниципального образования Нине Алексеевне Марченко за многолетнюю плодотворную работу в животноводстве, высокие заслуги в труде присвоено высокое звание «Почётный гражданин Черемховского района».
По состоянию на 2011 проживала в родном селе Шубино с 103-летней матерью.